# 마르스라투르 전투
마르스라투르 전투는 1870년 프랑스-프로이센 전쟁 당시 프랑스와 프로이센이 전투를 벌여 프로이센이 승리한 전투로, 연이어 발생한 그라블로트 전투와 함께 프로이센군이 프랑스군보다 더 많은 사상자를 냈으나 프랑스군을 함정에 빠뜨려 스당 전투에서 승리하는 데 성공했다.

## 배경
스페인 왕위계승 문제와 1870년 7월 7일 엠스 전보 사건으로 1870년 7월 14일에 프랑스가 프로이센에 전쟁을 선포하면서 프랑스-프로이센 전쟁이 일어났다. 프로이센은 남독일 국가들을 이끌고 프랑스를 침공했고 프로이센군은 4주 만에 라인 지방에 있던 프랑수아 아쉴 바젠 장군의 프랑스군 13만 명을 메츠 요새에 가두어 놓았다.

## 전개
프로이센의 헬무트 폰 몰트케 장군의 2개 부대를 돌파하지 못한 채 라인 지방의 메츠 요새에 갇혀있던 바젠 장군의 13만 명의 프랑스군은 구원을 기다리고 있었다. 마크 마옹 장군이 바젠을 구하여 구원군을 이끌고 갔으나 오히려 스당 전투에서 패배했다. 프랑스군은 프로이센군에게 패하자 당황해 라인 주둔군이 베르됭으로 후퇴하자 8월 12일 바젠 장군에게 라인군 지휘권을 맡겼다. 
그러나 8월 16일 마르스라투르 동쪽의 비옹빌 근처에서 프로이센의 콘스탄틴 폰 알펜슬레벤 장군이 이끄는 제3군단 3만 명에게 차단당했고 알펜슬레벤 장군은 프랑스군의 1/4 밖에 되지 않는 병력으로도 비옹빌을 점령했다. 이후에 벌어진 마르스라투르 전투는 서유럽 최후의 대규모 기마전 전투로 양측은 각각 1만 6000명의 사상자를 내었다.

## 같이 보기
- 프로이센-프랑스 전쟁
- 그라블로트 전투
- 스당 전투